# Take It Off
"Take It Off" é o quarto single do álbum Animal da cantora americana Kesha e também o quarto da sua carreira. A canção foi composta por Dr. Luke (que também a produziu) e Claude Kelly. Seu lançamento ocorreu em 13 de julho de 2010, impulsionado pelo grande número de downloads digitais recebidos na época do lançamento do álbum.
A canção recebeu criticas variadas. Uma das queixas foi feita ao vocal super-alterado com o uso de Auto-tune. Outros acharam que a música era uma dança pop forte e irresistivel. Mesmo com as críticas, o single logo chegou ao topo das paradas dos Estados Unidos, Reino Unido e Canadá. A canção ficou por duas semanas consecutivas em oitavo lugar na Billboard Hot 100 a maior parada musical dos Estados Unidos.

## Antecedentes e divulgação

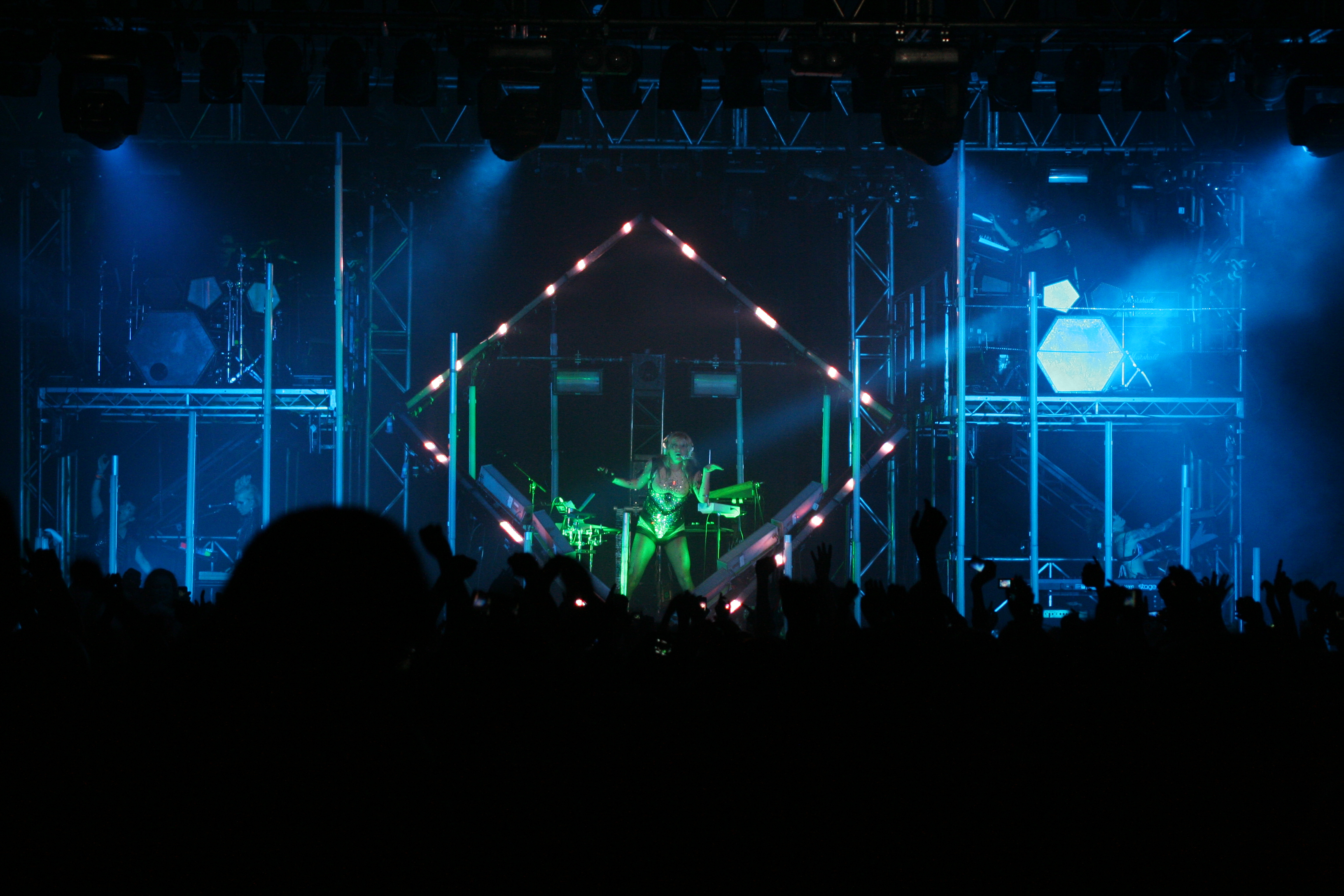
Kesha apresentando "Take It Off", em Sydney, na Austrália, na sua turnê Get Sleazy Tour.

"Take It Off" foi escrito por Kesha, ao lado de Dr. Luke e Claude Kelly. A canção foi produzida por Luke com a edição vocal feito por Emily Wright. Durante uma entrevista à revista Esquire Kesha explicou como a canção foi inicialmente escrita:
| “ | Eu tenho uma [...] canção chamada" Take It Off 'sobre quando eu fui para um show de drag, e como realmente eu era ligada por esses travesti homens que tomam as roupas. Eu era como, O que isso me faz? | ” |

Em 13 agosto de 2010 Kesha apresentou "Take It Off" juntamente de seus singles anteriores "Your Love Is My Drug" e "Tik Tok" no The Today Show pela rede de televisão americana NBC. Na apresentação ela é vista vestindo botas, meias arrastão, shorts glitter e uma regata. Pelo segundo verso, seus dançarinos, que estão vestidos de preto tiram a roupar quando refrão começa, revelando camisas de ouro e regatas. A apresentação apresenta máquinas de fumaça com Kesha tocando notas em um teclado elétrico, enquanto rasteja pelo chão. Ela também cantou a música em um conjunto para BBC Radio 1's Big Weekend. "Take It Off" foi apresentada em 21 de novembro de 2010, no American Music Awards de 2010. A apresentação começou com Kesha abrindo com "Take It Off" enquanto tocava teclado usando um capacete brilhante robô, ela logo transferiu para "We R Who We R".

## Composição
"Take It Off"é um otimista dance-pop dominante, que incorpora elementos do electropop. A abertura da canção utiliza uma "pancada, eletro-infundido batida com crescendos furioso" O refrão juntamente com a maioria da música usa um "electro bubblegummy" batida usado com grandes quantidades de auto-tune. Daniel Brockman de The Phoenix descreveu a canção como "uma reformulação muito Auto-Sintonizado"de "There's a Place in France". Monica Herrera da Billboard no entanto, senti que a música "levantou-se fortemente atingido Robert Miles, 1995 trance-lite, "Children".
De acordo com a partitura publicada no Musicnotes.com por Kobalt Music Publishing, a canção foi escrita em tempo comum, com uma taxa moderada batida de 120 batimentos por minuto. A canção foi escrita na tonalidade de Fá menor e tem a seqüência de D♭-E♭-Fm como a progressão de acordes. Revisor musical de Bill Lamb, comentou sobre a escrita lírica da canção observando que a letra foi simbólica, afirmando,[a música] consegue expandir para fora em um hino sobre a liberdade de expressão [...] [a] celebração do poder do noite, e uma pouco de álcool, para ajudar a lançar as inibições do dia." Kesha alcance vocal na música se estende a partir da nota de F3 para a nota de C5 Revisor musical de Bill Lamb, comentou sobre a escrita lírica da canção observando que a letra foi simbólica, afirmando,[a música] consegue expandir para fora em um hino sobre a liberdade de expressão [...] [a] celebração do poder do noite, e uma pouco de álcool, para ajudar a lançar as inibições do dia." Lamb ainda comentou que as letras chamou a referência semelhante ao de Lady Gaga comentando, "os seguidores de Lady Gaga Monster's Ball Tour vai estar familiarizado com este ponto de vista [sobre a liberdade de expressão]."

## Crítica profissional
| Críticas profissionais | Críticas profissionais |
| Avaliações da crítica  | Avaliações da crítica  |
| Fonte                  | Avaliação              |
| ---------------------- | ---------------------- |
| About.com              | [ 11 ]                 |
| AOL Radio              | (positiva)             |
| BBC                    | [ 12 ]                 |
| Billboard              | (negativa)             |
| Digital Spy            | [ 7 ]                  |

Amar Toor da AOL Radio deu a música uma avaliação positiva, dizendo: "Assim como o resto do álbum, essa nova música é simplesmente feita para a pista de dança. E, assim como a própria Kesha, a faixa parece incorporar o hedonismo, a incansável sem preocupações seu melhor. "Ele também observou: "E quando Kesha fala sobre 'um lugar que eu conheço, onde eles são da pesada e lá tem glitter pelo chão.' no estilo de uma cantiga do campo de seis grau, é difícil para quem não se sentir a vontade de só tirar tudo." Bill Lamb do About.com deu ao single quatro de cinco estrelas. Ele estava preocupado com a profundidade lírica e geral sobre o uso de auto-tune, mas ele elogiou a canção pela sua "batida irresistivelmente cativantes e refrão" com um "clima de comemoração da perda de inibições." Ele observou que "com o volume apareceu e o refrão encorajando você a' tirar tudo', você pode apenas se sentir a inspiração de seguir os comandos. O último efeito no final da canção é muito catártico, uma vez que sugere fortemente que há mais para 'tirar tudo' do que simplesmente roupa."
Monica Herrera da revista Billboard criticou a canção para sua demonstração de vocais excessivamente processados notando a facilidade com que um artista pode "se perder em um mar de auto-tom". Ela passou a afirmar que "faz com que seja difícil dizer se a garota festeira da Califórnia pode realmente cantar". Robert Copsey da Digital Spy deu a canção uma avaliação mista. Ele comentou sobre a escolha do single, observando que "os vestígios de emoção mostrado em seu último single, 'Your Love Is My Drug', está muito longe de sua sobriedade." Embora ele não estava completamente convencido ele escreveu, "[embora] os vocais são mais processados do que uma seqüência de queijo [...] a combinação de um gancho brincalhão de canção de ninar e a produção 'chiclete' electro de Dr Luke fazem disto uma bonita pouco irresistível musiquinha de pista de dança." Dando ao single três de cinco estrelas. Fraser McAlpine da BBC deu a música uma revisão mista dando a canção três de cinco estrelas. Fraser criticou a escolha da canção comentando, "há um medo que se Kesha revela-se ser uma flor sensível jovem afinal de contas, com sentimentos reais e um coração bom e puro, seu apelo com a desaparecer como uma bolha de sabão em um cacto, pode?".

## Vídeos musicais

### 1ª Versão
O vídeo original de "Take It Off" estreou em Vevo em 3 de agosto de 2010.  Foi dirigido por Paul Hunter e Dori Oskowitz. Kesha revelou a principal ideia por trás do vídeo em uma entrevista explicando que "[o vídeo foi] sobre o [seu] e todos os [seus] amigos vampiro hot babe invadindo um hotel em outro planeta, e no final voltamos todos para esta bela poeira estelar. Uma vez que você tire tudo, todas as suas inibições, suas roupas, estamos todos feitos da mesma coisa." Ela explicou que não queria que o vídeo a ser apenas sobre "Tirando-tudo ", que a mensagem por trás do vídeo eo tema não foi "apenas em tirar a roupa e rolar em glitter. É também sobre tirar suas inibições e sendo cru e real."
O vídeo começa com Kesha visita em uma motocicleta. Ela começa a andar como seus amigos seguem atrás dela como eles entram em uma área de motel. Quando o refrão da música começa, Kesha e seus amigos começam a correr ao redor do motel dançando e pulando as grades. Os amigos se reúnem em torno de uma piscina vazia e começa a rasgar a roupa de cada um outros; Enquanto isso está acontecendo é revelado que eles que estão em um planeta diferente e Kesha é visita rolando na areia. Lentamente, como alguns dos amigos começam a tirar suas roupas, eles começam a se transformar em poeira de estrelas. O grupo começa a dançar na piscina com alguns dos frequentadores da festa explodindo em pó. O restante dos amigos continuam dançando na poeira que agora está cobrindo o fundo da piscina. Quando isso está acontecendo todos eles começam a perder as diferentes partes de seus corpos como eles explodem em poeira de estrelas multicoloridas. O vídeo termina com todos, como a poeira com Kesha começando a "abrir um zíper" de si mesma como ela se transforma em poeira amarela.
Jocelyn Vena da MTV News encontrou o vídeo com uma crítica positiva. Ela observou que Kesha "consegue abraçar seu animal da festa interna e uma festa neon em um motel abandonado no meio do nada." Ela afirmou que "Embora o conceito de"um monte de gente bonita dançando ao entardecer "é muito simples, as cores neon consegue amplificar o vídeo, assim como a areia colorida que é jogado em torno do ar e misturado com glitter." Sua conclusão do vídeo e da Kesha que foi tão simples como pode ser ", ela consegue ser sexy e divertido ao mesmo tempo rolando no deserto."

### 2ª Versão
O vídeo da segunda canção foi lançada através da conta Kesha YouTube. Ela revelou o vídeo de conclusão do lançamento, e inspiração através de uma descrição do vídeo citação dizendo, "heyy a todos os meus fãs! então eu [e] os meus amigos estavamos entediados e estávamos realmente canalizar [inspiração] de cerca dos anos 80 (Tron, David Bowie em Labirinto, e A Vingança dos Nerds.) e fizemos este novo vídeo para tirar tudo, ele foi realmente divertido de fazer. Espero que vocês gostem".
O vídeo começa com uma cena de um leopardo com brilhantes olhos azuis (que mais tarde revelou ser Kesha) andando por uma viela. Título da canção pisca na tela e as panelas de vídeo para Kesha. Ela caminha na travessa com dois homens que agarram um outro homem. Kesha tintas spray um cifrão no peito. Eles vêm para uma festa onde ela e seus amigos flash seus cifrões tatuadas em seus pulsos e antebraços para entrar.Quando entram, todos começam a dançar e os festeiros 'caras são mostradas transformando-se em diferentes animais. Na cena seguinte, Kesha é vista sentada em uma cadeira com dois homens ao seu lado. Jeffree Star em seguida se aproxima de Kesha. Kesha e Star se envolvem em uma batalha de dança coreografada, Star então atira em Kesha com uma motosserra laser que ela desvia com sua pulseira, Kesha responde disparando lasers de suas mãos, matando Star.Após a batalha o rastreamento festeiros torno em Kesha e ela é vista segurando uma taça de ouro com um líquido azul espuma que derrama sobre a parte superior do vidro. Como em Kesha dá, os freqüentadores da festa de uma bebida, os rostos se transformam em diferentes tipos de animais. O vídeo termina com todos dançando e se transformando em meia humanos animal, Kesha no entanto, as bebidas do copo e se transforma em um leopardo.

## Faixas
"Take It Off" foi lançado digitalmente contendo apenas a canção como faixa com uma duração três minutos e trinta e cinco segundos.
| Download digital |               |         |  |
| N.º              | Título        | Duração |  |
| 1.               | "Take It Off" | 3:35    |  |

## Créditos
- Composição - Kesha Sebert, Lukasz Gottwald, Claude Kelly
- Produção - Dr. Luke
- Instrumentos e programação - Dr. Luke
- Edição vocal - Emily Wright
- Vocal de apoio - Claude Kelly, Aniela Gottwald, Tatiana Gottwald, Lukasz Gottwald, Graham Bryce
- Engenharia - Emily Wright, Sam Holland

Fonte:

## Desempenho

### Posições
| Parada musical (2010)                                | Melhor posição |
| ---------------------------------------------------- | -------------- |
| Billboard Hot 100                                    | 8              |
| Estados Unidos Billboard Pop Songs                   | 6              |
| Estados Unidos Billboard Digital Songs               | 8              |
| Estados Unidos Billboard iLike Libraries: Most Added | 8              |
| Estados Unidos Billboard Yahoo Audio                 | 15             |
| Estados Unidos Billboard Radio Songs                 | 12             |
| Estados Unidos Billboard Dance/Club Play Songs       | 37             |
| Estados Unidos Billboard AOL Radio                   | 15             |
| Estados Unidos Billboard Adult Pop Songs             | 35             |
| Estados Unidos US Airplay Top 100                    | 7              |
| Estados Unidos Ringtones                             | 7              |
| Estados Unidos Mediabase Top 40                      | 6              |
| Estados Unidos Mediabase Rhythmic                    | 17             |
| Estados Unidos Mediabase Hot AC                      | 8              |
| Estados Unidos Mediabase Canadá Top 40               | 8              |
| Estados Unidos Mediabase Canadá Hot AC               | 6              |
| Austrália Australia Singles Top 50                   | 5              |
| Irlanda Ireland Singles Top 50                       | 12             |
| Países Baixos Dutch Top 40                           | 22             |
| México - Pop Anglo Mexico                            | 27             |
| União Europeia Euro Singles Top 100                  | 30             |
| União Europeia Euro Digital Top 100                  | 32             |
| União Europeia Romania Airplay Top 100               | 26             |
| França France Hit 150                                | 33             |
| França France Top 200                                | 34             |
| França Italia Airplay Top 100                        | 65             |
| Suécia Sweden Singles Top 60                         | 55             |
| Espanha Spain Singles Top 50                         | 43             |
| Dinamarca Denmark Singles Top 40                     | 35             |
| Bulgária Bulgaria Singles Top 40                     | 19             |
| Hungria Hungria Top 40                               | 1              |
| Bélgica Belgium Singles Top 50                       | 22             |
| Brasil - Billboard Brasil Hot Pop Songs              | 33             |
| Brasil - Billboard Brasil Hot 100                    | 70             |
| Canadá Hot 100                                       | 8              |
| Nova Zelândia Singles Chart                          | 11             |
| UK Singles Chart                                     | 15             |
| Mundo United World Chart                             | 13             |

### Sucessões
Na Hungarian Airplay Chart "Take It Off" foi precedida e sucedida pr "If I Had You" de Adam Lambert.
| Gráficos de sucessão                         | Gráficos de sucessão                                                                        | Gráficos de sucessão                        |
| -------------------------------------------- | ------------------------------------------------------------------------------------------- | ------------------------------------------- |
| Precedido por "If I Had You" de Adam Lambert | Singles número um na Hungarian Airplay Chart 6 de dezembro de 2010 – 12 de dezembro de 2010 | Sucedido por "If I Had You" de Adam Lambert |

## Lançamento em rádios
"Take It Off" foi lançado nas rádios estadunidenses e australianas em julho de 2010.
| País           | Data                | Gravadora                |
| -------------- | ------------------- | ------------------------ |
| Estados Unidos | 13 de julho de 2010 | RCA Records              |
| Austrália      | 19 de julho de 2010 | Sony Music Entertainment |